# Fountains of Wayne
Pour les articles homonymes, voir Wayne.
Fountains of Wayne est un groupe de rock indépendant américain, originaire de New York. Leur style musical est à forte tendance power pop, à ranger entre Weezer et Nada Surf. Ils sont récompensés en 2003 pour la chanson Stacy's Mom, extraite de Welcome Interstate Managers, qui figure depuis parmi leurs plus connues au même titre que Hey Julie ou Mexican Wine. Ils comptent cinq albums studio, le dernier étant paru en 2011, plus un double-disque compilant des morceaux non parus et diverses faces-B, Out-of-State Plates.

## Biographie

### 1995–1999
Adam Schlesinger et Chris Collingwood se rencontrent à la fin des années 1980 au Williams College et commencent à composer ensemble, tout en participant à de nombreux projets musicaux annexes,.
Les Fountains of Wayne voient le jour en 1995, ils s'inspirent alors d'une boutique de fontainerie de la ville de Wayne (New Jersey) comme nom de groupe. Le guitariste Jody Porter (ex-Belltower) et le batteur Brian Young (ex-Posies) sont recrutés, et un premier album est publié en 1996, via le label Atlantic Records. Dans le même temps, Adam compose la chanson That Thing You Do pour le film du même nom, ce qui lui vaut une nomination aux Oscars de cette année-là. Le single Radiation Vibe fera l'objet de passages répétés sur MTV, et contribuera au succès naissant du groupe.
Le deuxième album du groupe, Utopia Parkway, parait en 1999, alors que le groupe traverse une période de tension avec le label, qui terminera leur contrat cette année là.

### 2001–2013

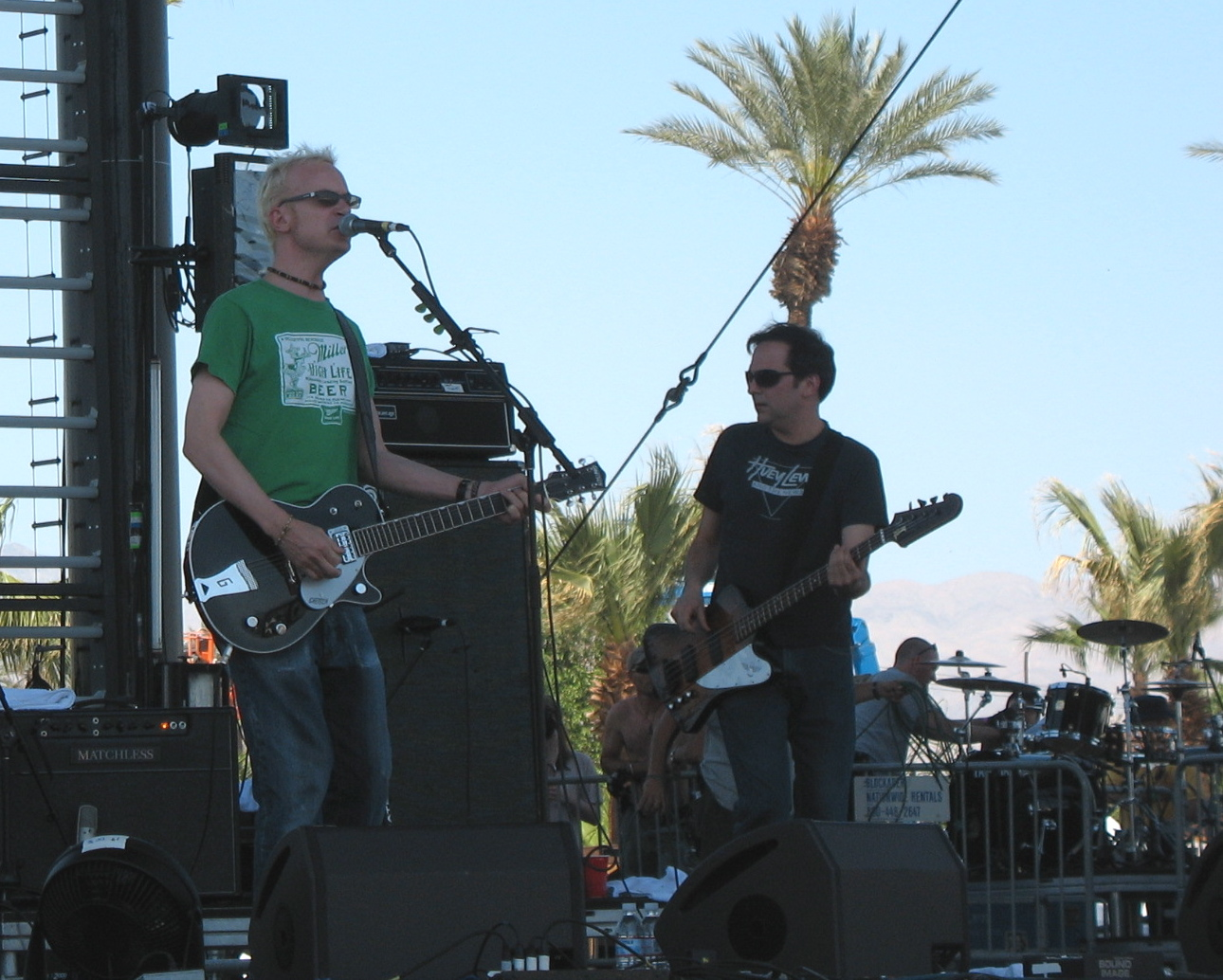
Fountains of Wayne en avril 2007.

Les membres se consacrent un temps à leurs projets respectifs (voir la section consacrée dans cet article), et reviennent sur le devant de la scène en 2003 avec Welcome Interstate Managers, et le fameux Stacy's Mom qui deviendra rapidement une de leurs chansons phares. Hey Julie de l'album Welcome Interstate Managers est utilisé dans l'épisode 9 de la saison 5 de la série Scrubs.
En 2007, le groupe publie Traffic and Weather, un album qui comprend la chanson I-95, qui est classé 54e de la liste des 100 meilleures chansons établie par Rolling Stone. En 2009, le groupe publie No Better Place: Live In Chicago, un DVD live qui comprend de nouvelles chansons acoustiques. Cette même année, ils effectuent une courte tournée acoustique en soutien à leur album à suivre. Cette même année, la boutique qui a inspiré leur nom a mis la clé sous la porte.
En 2011, le groupe publie Sky Full of Holes, un album uniquement disponible au Japon, distribué par Warner Music Japan (avec deux chansons bonus), en Europe par Lojinx et aux États-Unis par Yep Roc Records. Le groupe devient inactif en 2013. En 2016, Schlesinger et Collingwood n'excluaient pas une éventuelle réunion. Le décès de Schlesinger en avril 2020 laisse planer le doute sur cette éventuelle réunion.

## Apparitions
All Kinds of Time est utilisé dans l'épisode 5 de la saison 1 de Newport Beach, dans l'épisode 13 de la saison 4 de Scrubs ainsi que dans l'épisode 17 de la saison 1 des Frères Scott. Troubled Times est utilisé dans l'épisode 2 de la saison 1 de Veronica Mars. Stacy's Mom est une chanson jouable dans le jeu Guitar Hero: Van Halen.
Sink to the Bottom est utilisé dans l'épisode 8 de la saison 2 de How I Met Your Mother et dans le générique de fin de l'épisode 7 de la saison 3 de Mme Maisel, femme fabuleuse, Too Cool for School est utilisé pour le générique de Scary Movie, Red Dragon Tatoo est utilisée dans plusieurs épisodes de Kingdom Hospital

## Projets parallèles
Les quatre musiciens se distinguent également par la diversité des groupes auxquels ils ont pris part à côté de Fountains of Wayne (en particulier Adam, qui s'illustre dans la production en plus des chansons qu'il dispense), cela ayant surtout été vrai durant la pause de 2000 à 2003.

## Discographie
- 1996 : Fountains of Wayne
- 1999 : Utopia Parkway
- 2003 : Welcome Interstate Managers
- 2005 : Out-of-State Plates
- 2007 : Traffic and Weather
- 2011 : Sky Full of Holes